# Uwe Werner
Uwe Werner (Schwäbisch Gmünd, 28 december 1955 - 13 februari 2018) was een Duitse jazzmuzikant die tenor- en sopransaxofoon en fluit speelde.

## Biografie
Werner studeerde saxofoon aan de Hochschule für Musik und darstellende Kunst Graz. Hij speelde vanaf de jaren 80 in Graz in de groep van Erich Zann. Hij leidde de band East West Connection (album Live in KKF (1985), met David George, Mick Baumeister, František Uhlíř, Josef Vejvoda). Vanaf 1982 doceerde hij saxofoon aan de Städtischen Musikschule Schwäbisch Gmünd.
Werner was vanaf 1989 betrokken bij het jazzprojekt Südpool, andere musici hierin waren o.m. Herbert Joos, Bernd Konrad en (enige tijd) Günter 'Baby' Sommer. Met pianist Mick Baumeister nam hij het album Oh Brother op. In de jazz speelde hij tussen 1985 en 1994 mee op 7 opnamesessies.

## Discografie (selectie)
- Südpool Jazz Project: Time Is a Tango/Yokohama Suite (L+R, 1990), met Herbert Joos, Claus Stötter, Bernd Konrad, Paul Schwarz, Martin Schrack, Thomas Heidepriem, Thomas Stabenow, Michael Kersting, Joe Koinzer, Lauren Newton
- Südpool Jazz Project: Moon Dance Suite (L+R, 1991), met Herbert Joos, Bernd Konrad, Rainer Pusch, Karl Berger, Paul Schwarz, Martin Schrack, Thomas Heidepriem, Thomas Stabenow, Michael Kersting, Joe Koinzer, Ingrid Sertso
- Südpool Jazz Project: Concepts – Südpool Jazz Project III (L+R, 1992), met Karl Farrent, Herbert Joos, Thorsten Wollmann, Ralf Bauer, Lucas Heidepriem, Bernd Konrad, Ekkehard Rössle, Paul Schwarz, Peter Bockius, Michael Kersting, Günter 'Baby' Sommer
- Neighbours: In the Tradition (GNM, 1994), met Johannes Barthelmes, Ekkehard Jost, Dieter Glawischnig, Erich Gramshammer, Andreas Schreiber, Ewald Oberleitner, John Preininger, Tony Oxley, Armin Pokorn
- Südpool Jazz Project: Marcia Funebre – The Italian Suite (Sudpool Jazz Project V) (L+R, 1994), met Pino Minafra, Herbert Joos, Claus Stötter, Sebastian Studnitzky, Sebi Tramontana, Frank Heinz, Jon Sass, Winfried Rapp, Eugenio Colombo, Bernd Konrad, Ekkehard Rössle, Paul Schwarz, Günter Lenz, Michael Kersting, Joe Koinzer